# ناحیه راغون
ناحیهٔ راغون (به تاجیکی: Ноҳияи Роғун) یکی از ناحیه‌های اداری استان ناحیه‌های تابع جمهوری است که در مرکز کشور تاجیکستان جای دارد و مرکز این ناحیه، جماعت راغون است و با شهر دوشنبه ۱۱۵ کیلومتر فاصله دارد.

## مردم
این ناحیه در سال ۲۰۰۸ میلای دارای ۹٫۱۱۰ نفر جمعیت بوده که مذهب آن‌ها حنفی است و به زبان فارسی تاجیکی سخن می‌گویند.

## حکومت
سرور ناحیهٔ راغون، رئیس حکومت آن است که توسط رئیس جمهور تاجیکستان برگزیده می‌شود، نهاد قانونگذاری ناحیهٔ راغون، مجلس نمایندگان خلق می‌باشد که توسط رأی‌دهندگان این ناحیه برای ۵ سال انتخاب می‌شوند.

## تقسیمات اداری
شهرستان راغون شامل یک شهر، یک جماعت شهرک، و دو جماعت دهات می‌باشد.
- شهرها (Шаҳрҳо)(جمعیت)(جمعیت، ۲۰۲۲)
  - راغون (Роғун)(۱۴٬۹۰۰)

- جماعت‌های شهرک (Ҷамоатҳои шаҳрак)(جمعیت)
  - ‌ آب‌گرم (Обигар)(۷٬۴۰۰)
    - آب‌گرم (Обигарм)
    - پس مزار (Паси Мазор)
    - خال‌پرک (Холипарак)
    - دهقان‌آباد (Деҳқонобод)
    - عبدل‌بابائیان (Абдулбобиён)
    - عزیز بادامه (Азизи Бодома)
    - قندک (Қандак)
    - قندک کهنه (Қандаки Куҳна)
    - قمچیان (Қимичиён)
    - لیجک (Лиҷак)

- جماعت‌های دهات (ҷамоатҳои деҳот)(جمعیت)
  - سی‌چراغ (Сичароғ)(۳٬۴۴۹)
    - تکی (Таки)
    - تگ اغبه (Таги Ағба)
    - چشمه پیرک (Чашмаи Пирак)
    - ده بوستان (Деҳи Бӯстон)
    - ده علی‌شاه (Деҳи Алишо)
    - زریان (Зирён)
    - سنگ سرخ (Санги Сурх)
    - ‌ سیبناک (Себнок)
    - سی‌چراغ (Сичароғ)
    - سیدان (Саидон)
    - شاه اصلان (Шоҳи Аслон)
    - قریغاچ (Қариғоч)
    - قریغاچ لغور (Қариғочи Луғур)
    - کار شریف (Кори Шариф)
    - کاواک‌دره (Ковокдара)
    - کشراغ (Кишроғ)
    - کل‌بیگ (Калибег)
    - کمر (Камар)
    - ‌ لغور بالا (Луғури Боло)
    - لغور پایین (Луғури Поён)
    - ملاولد (Мулловалад)
    - ملای گیردک (Муллои Гирдак)
    - میراغ (Мироғ)

  - قدآب (Қадиоб)(۱۳٬۶۰۰)
    - بادامک (Бодомак)
    - پارو (Пору)
    - جوانی (Ҷавонӣ)
    - چارمغز (Чормағз)
    - چشمه کولّا (Чашмаи Кулло)
    - چوره‌قل (Чурақул)
    - خوب‌دره (Хубдара)
    - دره سیب‌ها (Дараи Себҳо)
    - سنگ‌آبه (Сангоба)
    - شهیدان (Шаҳидон)
    - غافل‌آباد (Ғофилобод)
    - فرخ (Фаррух)
    - قد آب (Қадди Об)
    - قلعه نو (Қалъаи Нав)
    - گل سرخ (Гули Сурх)
    - نوآباد (Навобод)
    - یانخشم (Ёнахш)